# Moca (genre)
Pour les articles homonymes, voir Moca.
Genre
Moca est un genre de lépidoptères de la famille des Immidae.

## Liste des espèces
Selon FUNET Tree of Life (9 janvier 2019) :
- Moca velutina Walker, 1863
- Moca albodiscata (Walker, 1863)
- Moca vexatilis (Walker, [1866])
- Moca semilinea (Walker, 1866)
- Moca purpurascens (Hampson, [1893])
- Moca chlorolepis (Walsingham, 1900)

Autres espèces :
- Moca radiata (Walsingham, 1897)